# Fritz Spengler
Fritz Spengler (født 6. september 1908 i Mannheim, Baden-Württemberg, død 10. marts 2003 i Weiskirchen, Saarland) var en tysk håndboldspiller, som deltog i OL 1936.
Han spillede for SV Waldhof Mannheim og var der med til at blive tysk mester i markhåndbold i 1933 samt blive nummer to i 1937.
Spengler var en del af det tyske håndboldlandshold, som deltog i OL 1936. Det var første gang, håndbold var på programmet ved et OL, og turneringen blev spillet på græs på 11-mandshold. Oprindeligt var ti hold tilmeldt, men Danmark, Holland, Sverige og Polen meldte fra, så blot seks hold deltog. Disse blev delt op i to puljer, hvor Tyskland vandt sin pulje suverænt med en samlet målscore på 51-1 efter blandt andet en 29-1 sejr over USA. De to bedste fra hver pulje gik videre til en finalerunde, hvor alle spillede mod alle. Igen vandt Tyskland alle sine kampe, men dog i lidt tættere kampe. Således vandt de mod Østrig med 10-6. Som vinder af alle kampe vandt tyskerne sikkert guld, mens Østrig fik sølv og Schweiz bronze. Spengler spillede to af kampene og opnåede i alt fem landskampe.
Efter anden verdenskrig blev Spengler landstræner for Saarlands håndboldlandshold, og holdet deltog i VM i markhåndbold 1952 og 1955. Efter Saarlands indtræden i Vesttyskland fortsatte han som træner for holdet fra Saarländischer Landesverband indtil 1969.